# Řád menších bratří kapucínů
Řád menších bratří kapucínů (též psáno Řád menších bratří – kapucínů, z latinského Ordo Fratrum Minorum Capucinorum, zkratka OFMCap, či jen kapucíni) je řeholní řád, jedna ze tří větví františkánského řádu.

## Historie
Kapucínský řád vznikl roku 1525 zásluhou prvního představeného (generálního vikáře), Mettea z Bascio. Stalo se tak brzy poté, co se františkáni již rozdělili na dva samostatné řády minoritů a observantů. Kapucínský řád byl uznán papeži Klementem VII. 1528 a Pavlem III. 1536.
Označení kapucíni (z italského cappuccio) vzniklo z původně posměšné přezdívky ("ti s kapucí"), která reagovala na výrazně dlouhou a špičatou kapuci na řeholním hábitu, která je odlišuje od zbývajících dvou větví františkánského řádu

## Kapucíni v českých zemích
Do Českých zemí přišli první kapucíni vedení sv. Vavřincem z Brindisi přes Vídeň 13. listopadu 1599 na pozvání pražského arcibiskupa Zbyňka Berky z Dubé a Lipé. Usadili se v Praze, kde byl v roce 1600 založen klášter na Hradčanech. Další kláštery byly založeny v Brně (s hrobkou), Jejkově, Mariánské, Opočně nebo Zákupech. V době komunistické diktatury byl řád rozehnán (viz Akce K) a jeho členové vězněni, po propuštění pokračovali v řeholním životě v ilegalitě.
V současné době najdeme bratry kapucíny v klášterech v Praze na Hradčanech a Novém Městě, v Olomouci, Brně a v Sušici.

## Kapucínské hrobky
- Kapucínská hrobka v brněnském klášteře
- Císařská hrobka ve Vídni při vídeňském klášteře kapucínů